# ارگ انار
شهرستان انار در شمال استان کرمان قرار دارد.
در مرکز این شهر کهن یک ارگ تاریخی قرار دارد. مساحت این ارگ ۱۱هزار و ۱۷۹ متر مربع است.
قدمت این ارگ به دوره پیش از اسلام و سلسله ساسانیان بر می‌گردد. شواهد نشان می‌دهند که مردم انار در آن زمان زرتشتی بوده‌اند.

## تاریخچه
تاریخ احداث این بنا بر اساس گزارش ثبتی سازمان میراث فرهنگی و گردشگری ایران به دوره‌های پیش از اسلام بر می‌گردد. این ارگ در دوره صفویه بازسازی شده و مورد استفاده مجدد قرار گرفته‌است.
علیرضا جعفری زند، باستان‌شناس و استاد دانشگاه دربارهٔ پیشینه ارگ انار به روزنامه شرق (۱۷ دی ۱۳۹۰) گفته‌است: «این بنا در دوره ساسانی شکل گرفته و در دوره اسلامی تکمیل شده‌است، یعنی مجموعه‌ای از دوران‌های مختلف را در خودش دارد، دقیقاً مثل همان حالتی که ارگ بم داشت.»
این باستان‌شناس می‌گوید ممکن است در کاوش‌ها و لایه‌نگاری‌ها، لایه‌های اشکانی یا قدیمی‌تر نیز در این ارگ یافت شود.
بناهای داخلی این ارگ حدود ۲۵ سال پیش سالم بوده، به خصوص اتاق‌های دو طبقه آن که کاملاً قابل استفاده بوده‌اند، اما یک عضو سپاه پاسداران در نخستین سال‌های پس از انقلاب سال ۱۳۵۷ ایران با ورود به این ارگ بخش زیادی از ساختمان‌های داخلی آن را به این دلیل که «محل فساد» بوده‌اند، تخریب کرده‌است.
این ارگ مورد فعالیت‌های پژوهشی نظیر کاوش‌ها و حفاری‌های باستان شناسانه قرار نگرفته‌است.

## طراحی و ساخت ارگ
پلان ارگ به شکل مستطیل می‌باشد که در جهت شرق به غرب کشیده شده‌است. این پلان مستطیل شکل بر روی تپه‌ای واقع شده که توسط شش برج و بارو، محصور گردیده‌است.
این ارگ متشکل از فضاهای یک طبقه و دو طبقه‌ای است که فضاهای یک طبقه عمدتاً در حاشیه ارگ قرار گرفته‌اند و دارای کاربری خدماتی، مسکونی بوده‌اند و در واقع بخش عامه‌نشین آن محسوب می‌شود که شامل فضاهای خدماتی نظیر اصطبل‌ها، طویله‌ها و … و همچنین محل سکونت مردم عادی و خدم و حشم می‌باشد.
بناهای دو طبقه که در مرکز ارگ واقع شده‌اند مقر حکومتی و مرکز سیاسی ارگ می‌باشند که کاوش‌های باستان‌شناسی می‌تواند در بررسی دقیق نوع نقشه، معرفی فضاها، عناصر تشکیل دهنده و نحوه استقرار آن‌ها در مجموعه کمک شایانی کنند.
ورودی ضلع شمالی این ارگ که بین دو برج قرار گرفته، در اثر تخریب در ابتدای انقلاب ایجاد شده‌است. ورودی اصلی در ضلع جنوبی قلعه در خیابان رازی قرار دارد ."

## اعتراض به احتمال ساخت آرامگاه شهید گمنام در حریم ارگ
بنیاد حفظ آثار و نشر ارزش‌های دفاع مقدس که به ستاد کل نیروهای مسلح ایران وابسته است، گفته می‌خواهد در حریم این ارگ، آرامگاه شهید گمنام بسازد. این تصمیم با واکنش فعالان میراث فرهنگی مواجه شده‌است.
"فعالان میراث فرهنگی می‌گویند احداث آرامگاه ۱۵ متری در ۱۰۰ متری این ارگ ساسانی که در فهرست آثار ملی ایران ثبت شده، حریم حفاظتی و بصری آن را به خطر می‌اندازد.

## پیشینه انار
شهر انار تا پیش از حمله عرب‌ها به ایران، آبان نام داشته‌است. این شهر در دوران باستان بخشی از «ولایت استخر» فارس بوده اما از حدود ۱۵۰۰ سال پیش در قلمرو کرمان قرار گرفت.
آبان یشت یکی از یشت‌های اوستاست و با توجه به اینکه مردم کهن این شهر، زرتشتی بوده‌اند؛ احتمال داده شده که نام آبان از اوستا گرفته شده باشد.

## گالری تصاویر

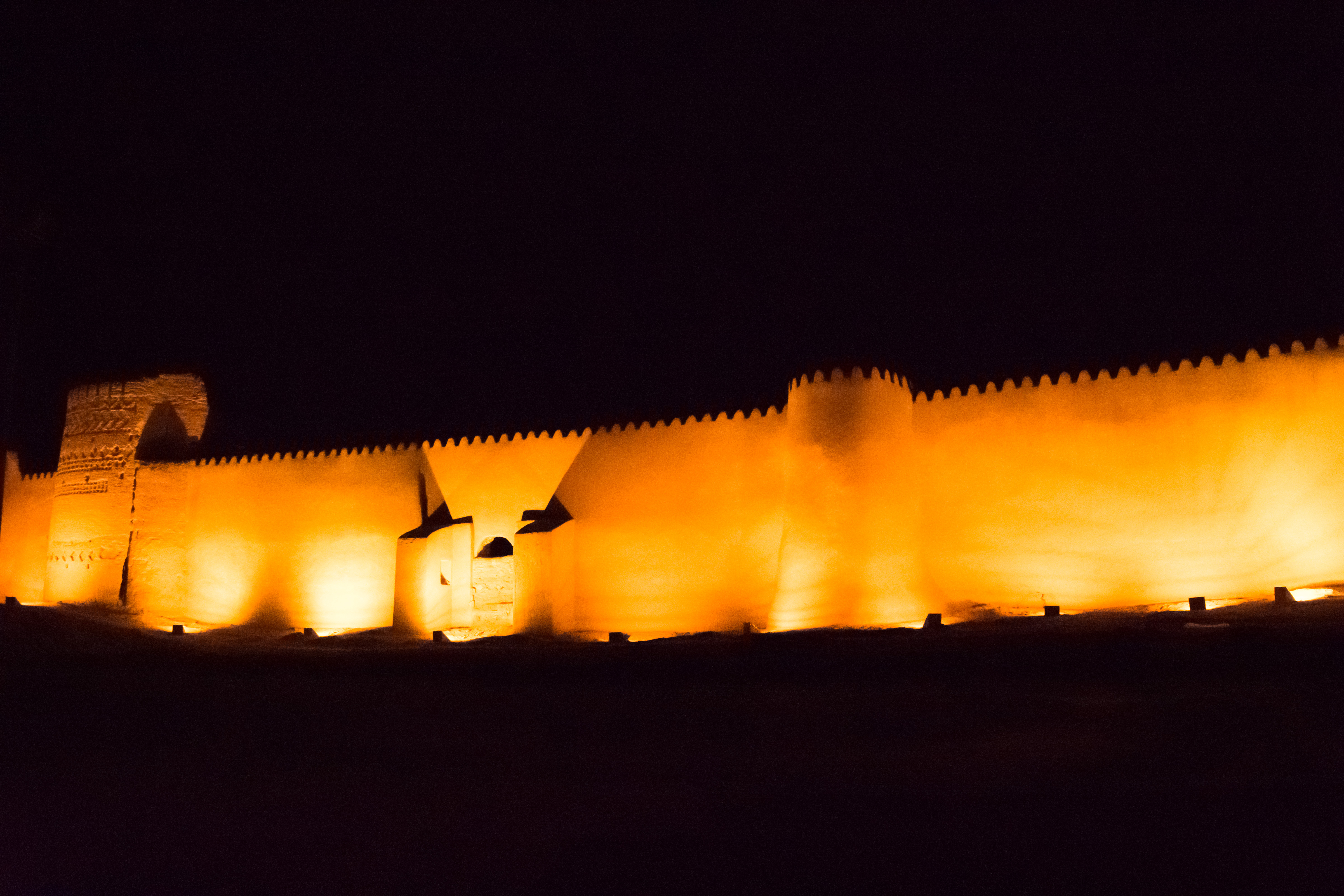
ارگ انار
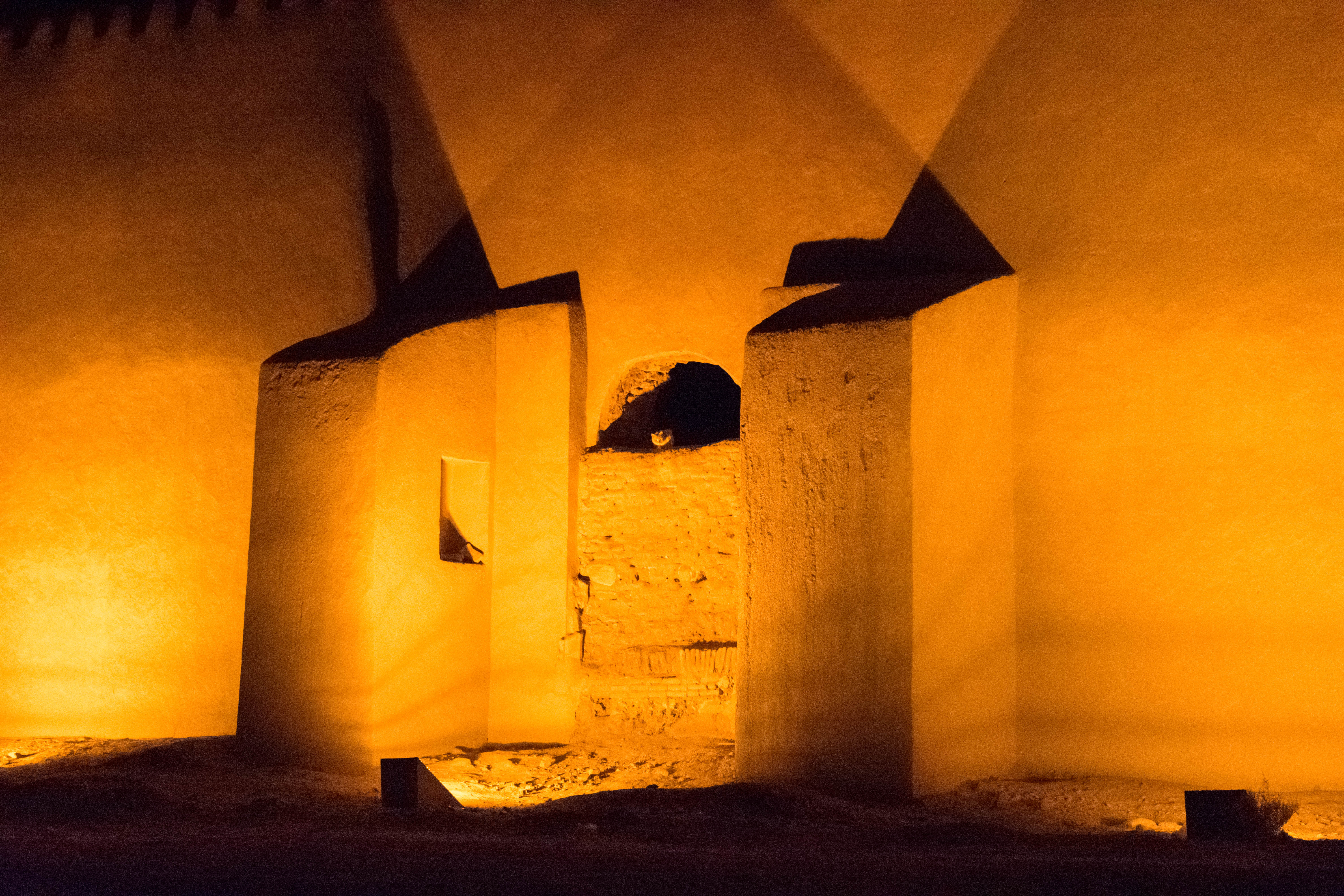
ارگ انار
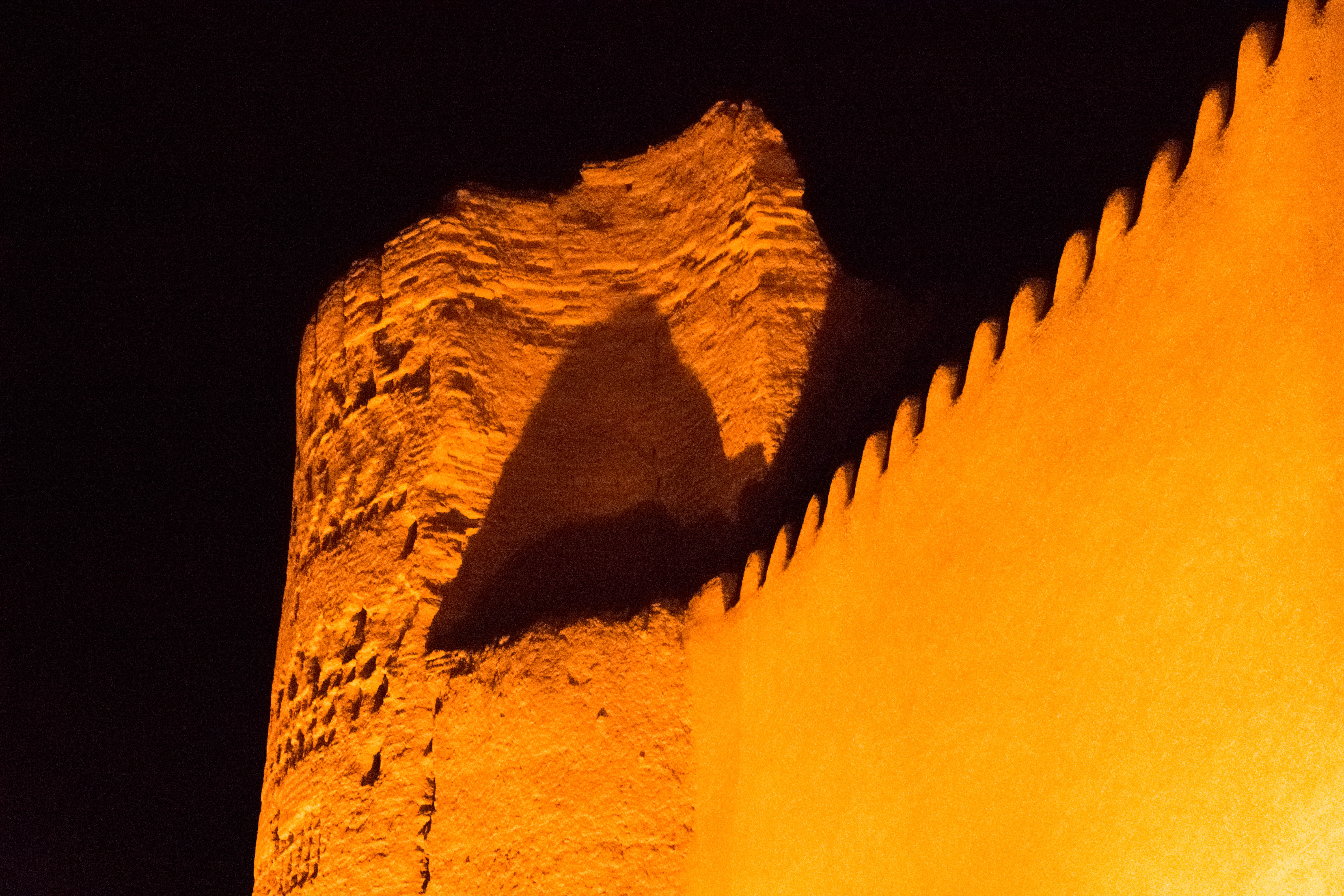
ارگ انار
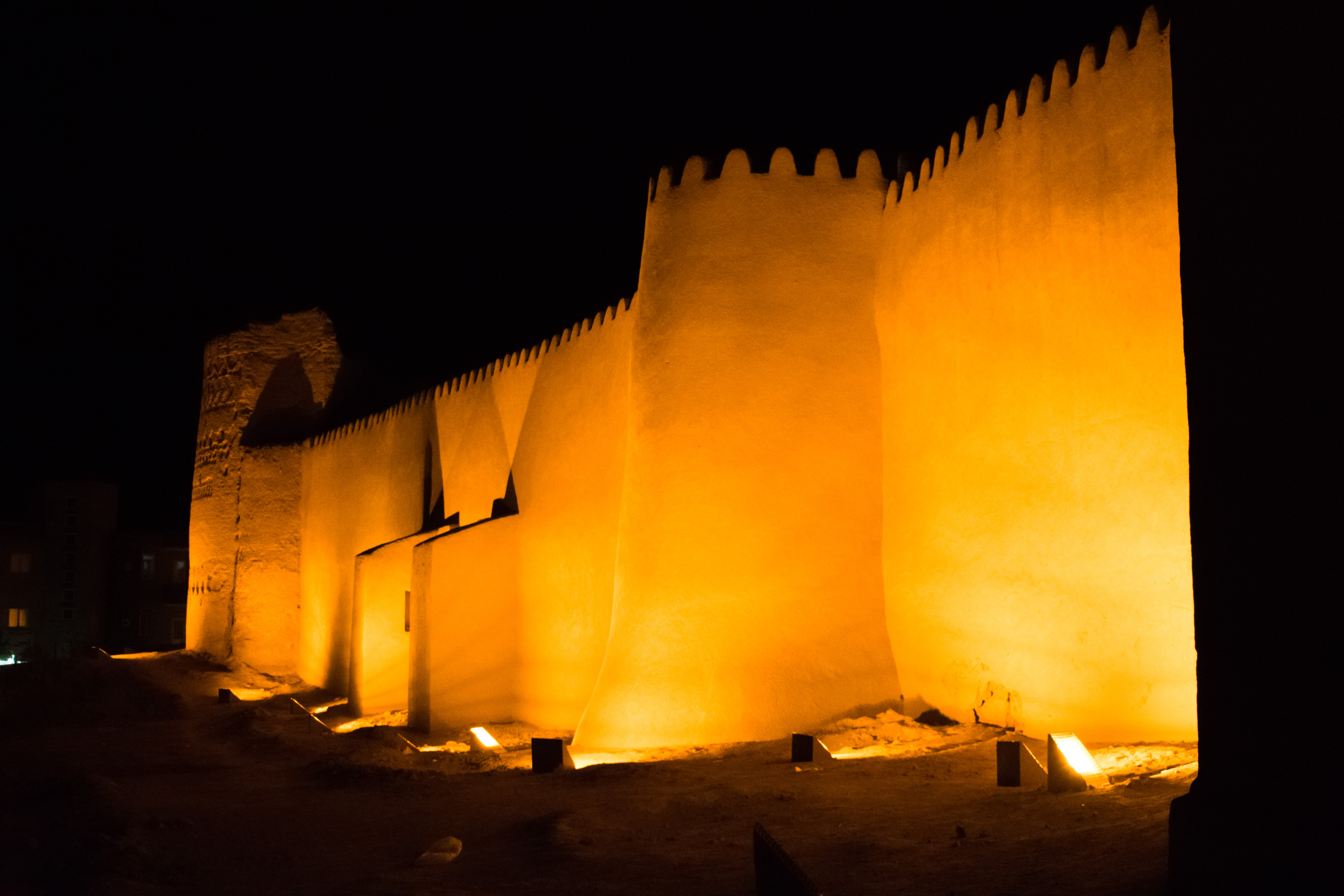
ارگ انار
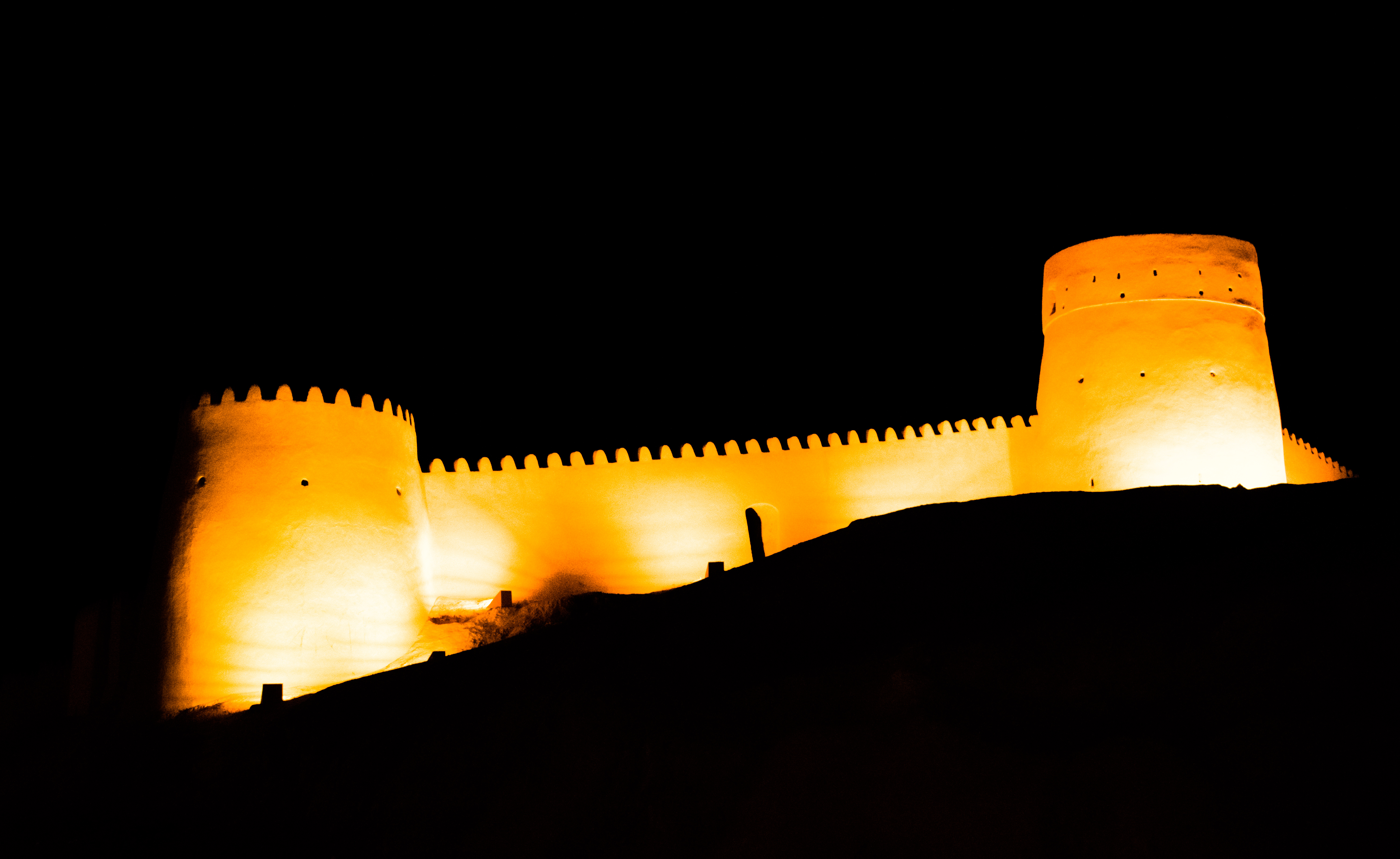
ارگ انار